# Kamienica Sendera Dyszkina w Łodzi
Kamienica Sendera Dyszkina – kamienica położona przy ulicy Piotrkowskiej 31 w Łodzi.

## Historia
Pod koniec lat 60. XIX w. nieruchomość była własnością Antona Jäkela, a na przełomie lat 80. i 90. XIX w. Arona Kohna. W tamtym okresie mieścił się pod tym adresem parterowy dom drewniany. Dopiero w 1899 na zlecenie Abrama Bergera wybudowano stojąca do dzisiaj kamienicę. Projekt architektoniczny przygotował Gustaw Landau-Gutenteger, który nadał fasadzie budynku styl neobarokowy.
Krótko po zakończeniu budowy, bo na początku XX w., kamienica przeszła w ręce Alfreda Gehliga. Jednak pod koniec pierwszej dekady XX w., rodzinna firma Gehligów ogłosiła upadłość i kamienica została wystawiona na sprzedaż. Kupiło ją wtedy małżeństwo, Estera i Sender Dyszkin. Na początku XX wieku Sender Dyszkin był również właścicielem kamienicy pod numerem 8, w której suterenach prowadził produkcję wędlin.